# Аэросани

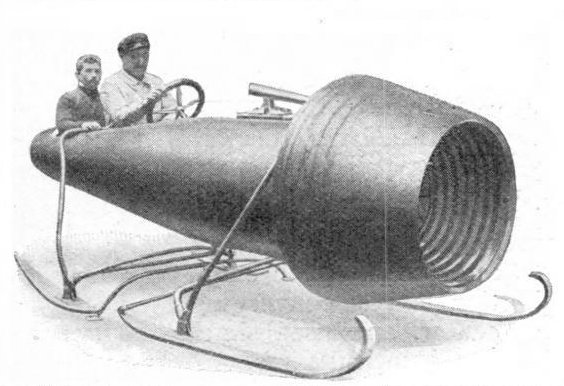
1911 год, Великий князь Кирилл Владимирович катается на аэросанях.

Аэроса́ни — самоходное транспортное средство с воздушным винтом в качестве движителя, опирающееся на лыжи, предназначенное для передвижения по снегу и льду.

## История

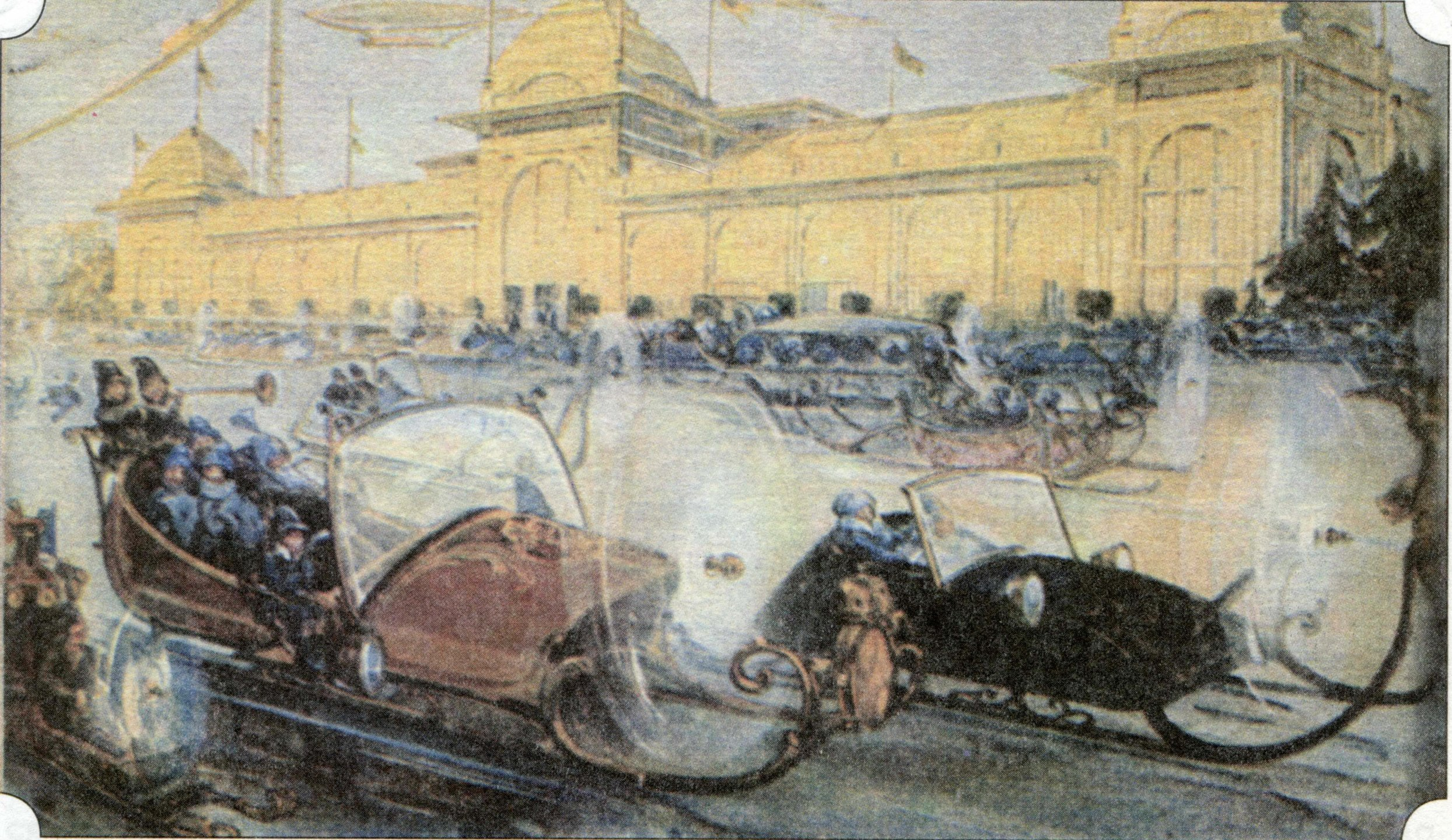
Аэросани «Роллс-Ройс» на санкт-петербургском шоссе XXIII века. Открытка 1914 года из цикла «Москва в XXIII веке»

### Зарождение
1903 год стал датой рождения аэросаней, получивших впоследствии весьма широкое распространение. А в 1905 году журнал «Воздухоплаватель» назвал их «санями с воздушным винтом для передвижения по снегу», автор конструкции — инженер Сергей Сергеевич Неждановский.
Первая модель представляла собой лёгкие сани, на которых устанавливался двигатель внутреннего сгорания с аэродинамическим движителем — воздушным винтом. Уже в 1907 году на московской фабрике «Дукс» был построен и испытан «лыжный автомобиль» Ю. А. Меллера, сконструированный им совместно с инженером А. Д. Докучаевым. А год спустя эта машина получила название — аэросани. Изобретение русских инженеров было бесценным для России с её грандиозными пространствами, на которых снежный покров держится порой по много месяцев. Ряд отдалённых районов Севера мог сделать доступными лишь такой механический транспорт.

### Производство
В январе 1910 года испытал аэросани собственной конструкции знаменитый в будущем авиаконструктор И. И. Сикорский.
Появление первых серийных средств относят к 1912 году, когда на Русско-Балтийском заводе началось строительство партии транспортных саней по заказу военного министерства. К тому времени на снегоходные машины обратили внимание и за рубежом: во Франции, Австрии, Германии и других странах. С началом Первой мировой войны аэросани нашли применение и на фронте. Уже зимой 1914—1915 года они использовались для разведки, связи и других оперативных заданий командования. Действовали такие машины и в германской армии. Командующий немецкими войсками генерал Гинденбург ясно представлял, что в России с её весьма слабо развитой сетью дорог «снежные автомобили» могут оказать неоценимую помощь войскам. Именно поэтому ещё в предвоенные годы генерал внимательно следил за работами в этой области, участвовал в испытаниях и приемке аэросаней. В середине 1915 года Всероссийскому земскому союзу (ВЗС), ведавшему снабжением армии, поручили развернуть производство транспортных аэросаней для нужд фронта. Зимой с 1915 по 1916 года в автомобильном отделе Всероссийского земского союза, которым руководил профессор Н. Р. Бриллинг, при участии инженеров отдела А. С. Кузина и А. А. Архангельского разработали, а затем в мастерских построили партию из 24 аэросаней. Часть из них вооружили пулемётами, остальные предназначались для перевозки раненых. Использование машин на фронте показало, что они могут с успехом обеспечивать боевые операции, осуществлять оперативную связь, подвозку боеприпасов и другие транспортные задачи.

### Гражданская война
После Октябрьской революции, в годы гражданской войны, несколько аэросаней, построенных ещё в Автомобильном отделе ВЗС, использовались Красной Армией. Состояли аэросани и на вооружении интервентов; на Дальнем Востоке — у японцев, на Севере — у англичан. Пользовались аэросанями и колчаковцы в Сибири.
Зимой 1918—1919 года с нарастанием трудностей на железнодорожном транспорте потребность Красной Армии в вездеходных машинах стала особенно ощутимой. Один из самых удачных проектов предложил инженер А. С. Кузин. Чтобы дать заключение об этой машине, была организована комиссия в составе Н. Е. Жуковского, В. П. Ветчинкина, Б. С. Стечкина и А. Н. Туполева. Тогда же для проведения научных работ и для создания аэросаней новых типов по предложению Жуковского была создана Комиссия по постройке аэросаней «КОМПАС». В сентябре 1919 года началась разработка десяти аэросаней. В начале 1920 года начали постройку серии аэросаней «Бе-Ка», созданных по проекту Бриллинга и Кузина. Часть этих машин попала на фронт и участвовала в боевых действиях, трое саней использовались при ликвидации кронштадтского мятежа. Вооруженные пулемётами, они находились в рядах атакующих при штурме крепости, поддерживали огнём наступающие части Красной Армии, отвлекали на себя огонь крепостных батарей.

### Производство разновидностей
После окончания гражданской войны производство аэросаней продолжилось. До 1939 года институты НАМИ и ЦАГИ создали более двадцати конструкций. В 1932 году несколько вариантов разработал Отдел строительства глиссеров и аэросаней ОСГА. В 1934 году эту организацию преобразовали в специальный завод Лессудомашстроя, серийно выпускавший машины марки НКЛ по проекту главного конструктора Н. М. Андреева. В том же году на горьковском заводе «Красный металлист» под руководством главного конструктора М. В. Веселовского были запущены в производство аэросани типа КМ.
В зиму 1939—1940 годов, во время «финской кампании», широко использовались снегоходы с воздушным винтом. Это были серийно выпускавшиеся ЦАГИ-AHT-IV конструкции А. Н. Туполева и ОСГА (НКЛ)-6 Н. М. Андреева. Аэросани ОСГА (НКЛ)-6, оборудованные установленным на поворотную турель пулемётом, участвовали в боевых операциях, патрулировали открытые участки фронта, несли охранение объектов. Благодаря высокой скорости и хорошей манёвренности боевые машины были очень эффективны для выявления огневых точек противника и корректировки артиллерийского огня. Специально для ускоренной перевозки тяжелораненых оперативно была разработана санитарная машина НКЛ-6С. Затем на вооружение приняли штабную НКЛ-38, за нею — грузовые аэросани НКЛ-12 для обслуживания полевых аэродромов. Эти аэроплатформы служили для транспортировки горючего в бочках, доставки к самолетам авиадвигателей и другого оборудования.

### Великая Отечественная война

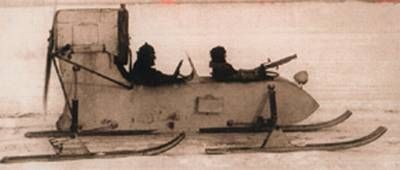
Аэросани РФ-8-ГАЗ-98 были меньшей моделью (с автомобильным двигателем)

В конце июня 1941 года в соответствии с заданием Совета Труда и Обороны по подготовке Красной Армии к зиме промышленность получила указание разработать надёжные боевые и транспортные аэросани, обеспечив их серийный выпуск к началу зимы. Одновременно было образовано специальное управление Красной Армии в составе бронетанковых войск, на которое возлагалась вся организационная работа и обеспечение специальных боевых и транспортных аэросанных подразделений. Дело приняло массовый характер, и в том же году удалось сформировать первые транспортные аэросанные батальоны, выполнявшие ответственные задания командования. По чертежам, разработанным под руководством Н. М. Андреева и М. В. Веселовского, начался выпуск новых боевых аэросаней НКЛ-26 и РФ-8, транспортных — НКЛ-16/41 и, позднее — НКЛ-16/42. Скомплектованные в боевые и транспортные батальоны эти модели в конце декабря 1941 года и январе 1942 года отправлены в действующую армию. В начале 1942 года гитлеровская армия отступила от границы Москвы за счёт ожесточённого сопротивления на участке фронта, где им противостояла 16-я армия под командованием К. К. Рокоссовского, располагавшая десятком аэросанных боевых и транспортных батальонов. Автор книги «Солдатский долг» К. К. Рокоссовский часто упоминал в своём произведении роль аэросаней.
19 января 1943 года было принято постановление ГКО СССР об изготовлении аэросаней для Красной армии.
Начиная с 1960-х годов, аэросани в своем развитии прошли путь от примитивного низкотехнологичного транспортного средства к тому виду транспорта, который является быстроразвивающимся техническим средством передвижения.

## Применение

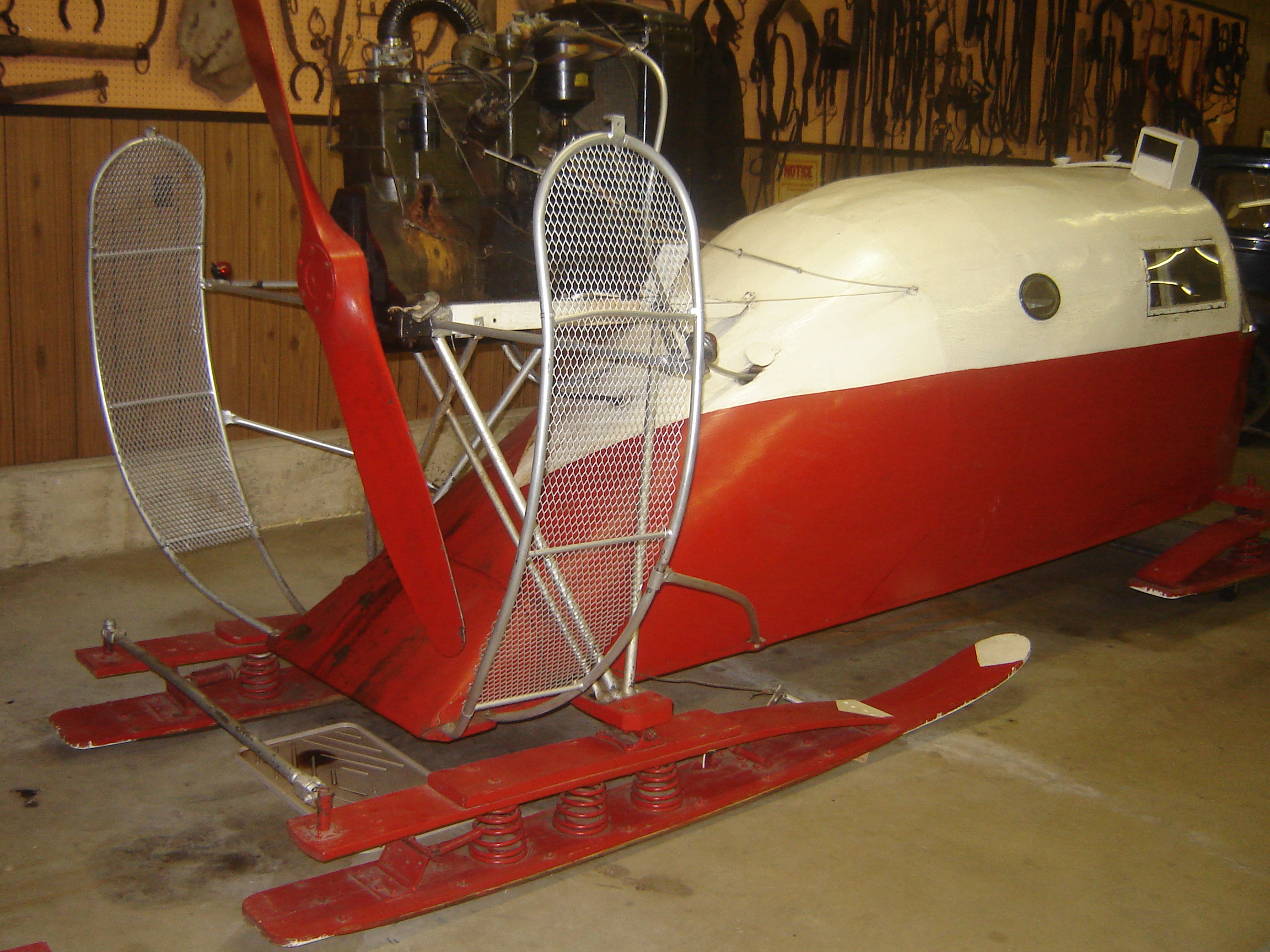

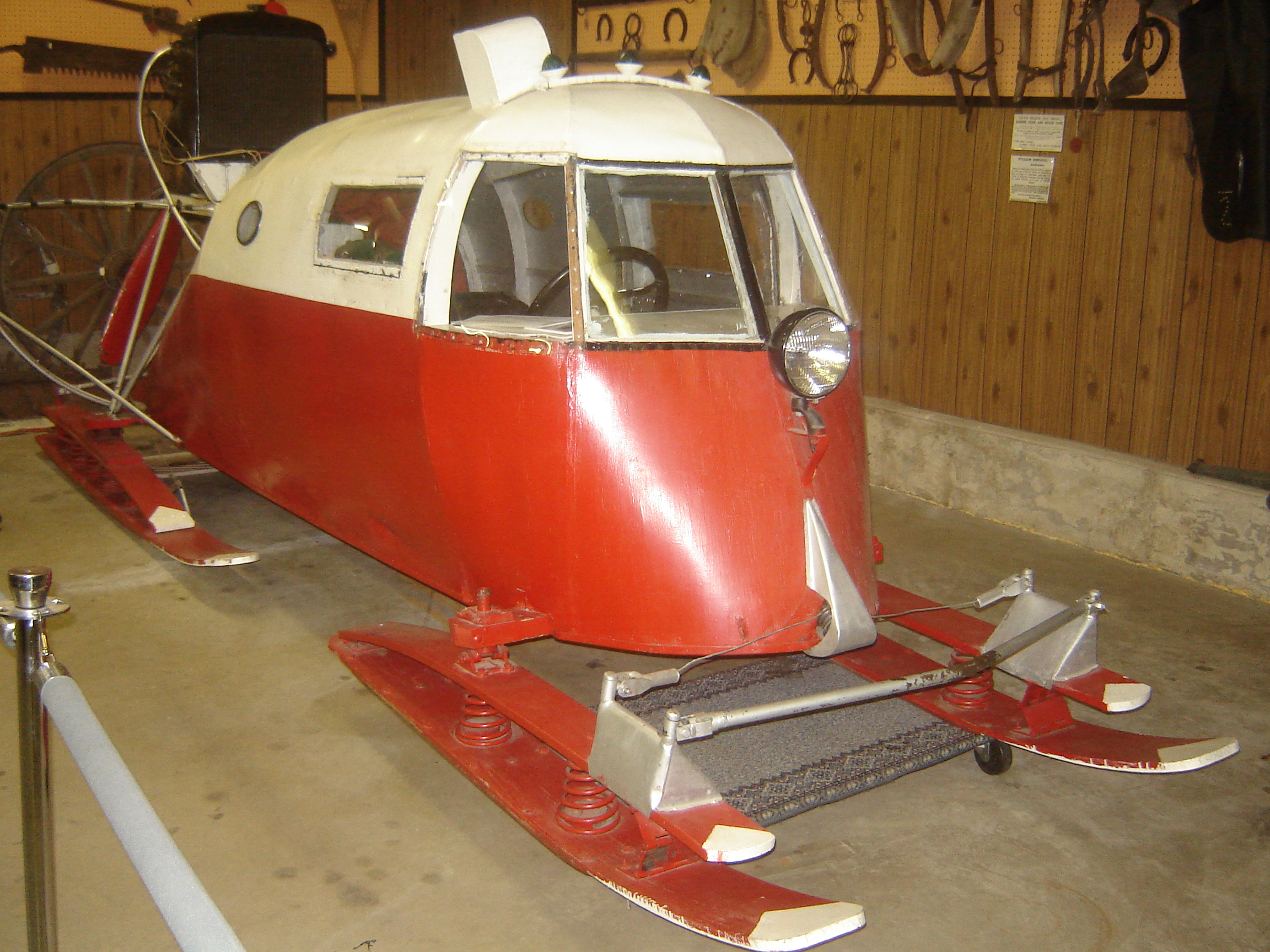

Аэросани для военных целей впервые были применены в 1915 году и использовались, в основном, как транспорт или как средство связи.
В период военной зимы 1939—1940 годов в Красной Армии имелось несколько аэросанных отрядов, которые применялись в операциях против финских войск. Они использовались главным образом для обеспечения связи между частями и соединениями, подвозили боеприпасы, продовольствие и горюче-смазочные материалы войскам, действовавшим в большом отрыве от своих баз снабжения, эвакуировали раненых с поля боя. Иногда аэросанные отряды выполняли боевые задачи, внезапно нападая на войска противника, его штабы и тылы. В таких случаях обычно за боевыми следовали, десантные аэросани с подразделениями лыжников. Налёты производились на линии фронта и в тылу противника. Десанты уничтожали тыловые гарнизоны и опорные пункты, расстраивали движение к фронту вражеских обозов с продовольствием и боеприпасами.
Наибольшее применение аэросани получили в Отечественную войну, особенно в 1942—1943 годах. В этот период они впервые были использованы в значительном количестве как боевые средства. Наиболее успешно аэросани действовали на открытой местности: на озёрных пространствах озёр Ладожское, Ильмень, Селигер, замёрзших реках, в прибрежных районах моря и в Финском заливе.
Опыт боевых действий аэросанных частей и подразделений против немецко-фашистских войск тех же годов позволяет сделать некоторые предварительные выводы, которые помогут учесть положительные и отрицательные стороны аэросаней и изжить ошибки в их применении и действиях.
В Отечественной войне аэросанные подразделения выполняли следующие задачи:
Боевые аэросанные батальоны (басб):
1. Вели разведку местности и противника.
2. Охраняли открытые фланги общевойсковых и танковых частей.
3. Несли патрульную службу по охране побережья озёр и участков, не занятых нашими частями.
4. Во взаимодействии с лыжно-стрелковыми подразделениями преследовали отходящего противника.
5. Охраняли командные пункты и обеспечивали связь.

Транспортные аэросанные батальоны (тасб):
1. Перевозили подразделения и эвакуировали раненых с поля боя.
2. Подвозили грузы и вооружение к полю боя.
3. Буксировали и перевозили на огневые позиции пулемёты, миномёты и противотанковые орудия.
4. Несли патрульную службу по охране участков, не занятых нашими частями.
5. Ставили дымовые завесы.

## Гражданское применение в СССР в 1950—1980-е годы

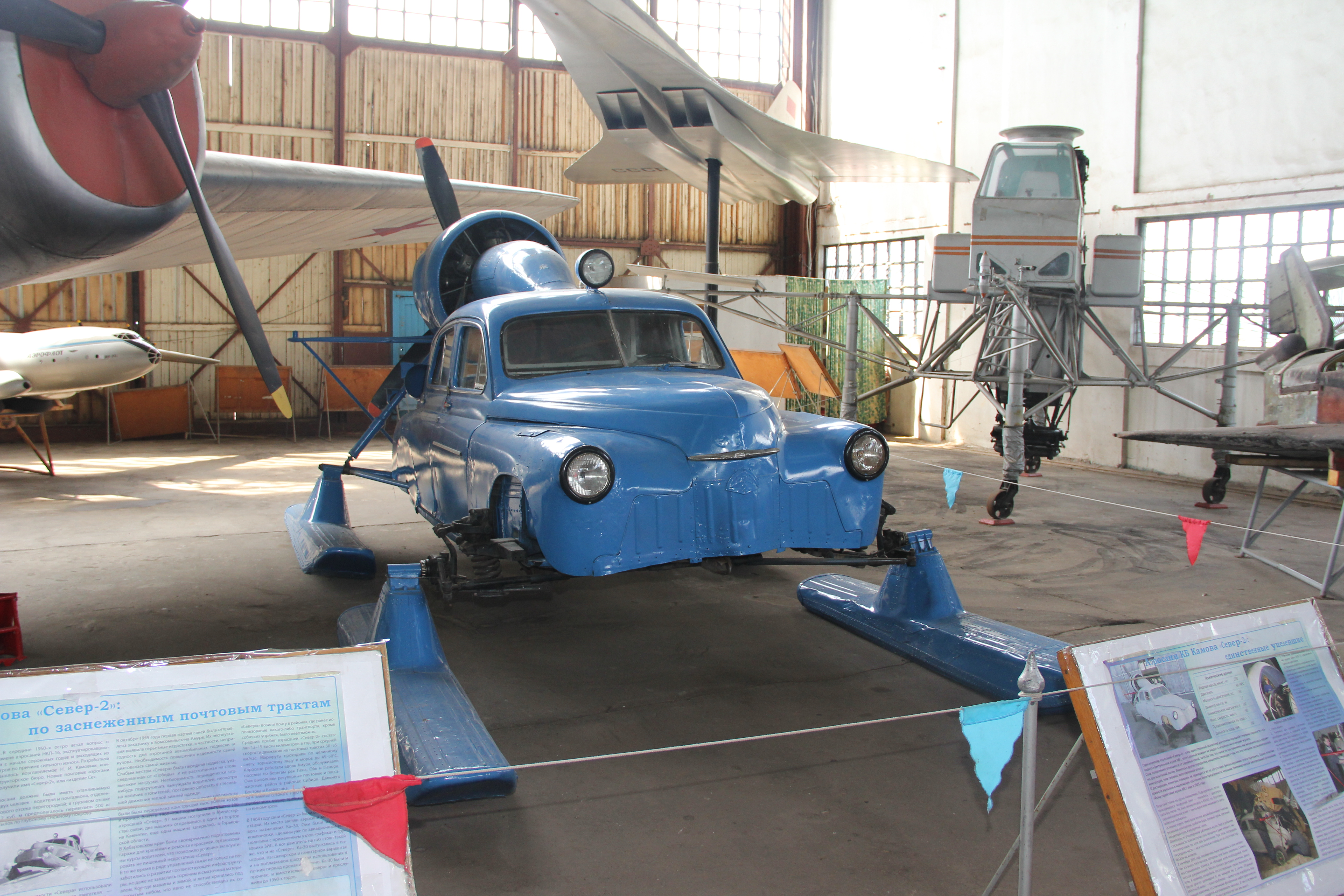
Аэросани «Север-2» в музее

В 1959 в КБ Н. И. Камова были разработаны аэросани «Север-2», выпущенные серией 100 машин, а в 1962 году на заводе «Прогресс» началось серийное производство более совершенной модели Ка-30. Предприятие «Дальмашзавод» с 1966 выпускало 25-30 машин в год. Аэросани Ка-30 с пассажировместимостью 8-10 человек применялись для регулярной перевозки пассажиров и грузов (в частности, почты), обслуживания рейсов медицинской помощи в труднодоступных районах Сибири и Крайнего Севера, Дальнего Востока, Казахстана на местных линиях протяжённостью несколько десятков километров. Аэросани выполняли рейсы зачастую в сложных условиях: по снегу, торосистому льду, при морозах ниже 40 градусов Цельсия. Годовой пробег машины составлял 12-15 тыс. км. Летом аэросани могли оборудоваться поплавками и использоваться на реках (в том числе мелководных) как скоростные суда-глиссеры. Выведены из эксплуатации в связи с износом в конце 1980-х годов.

## Классификация

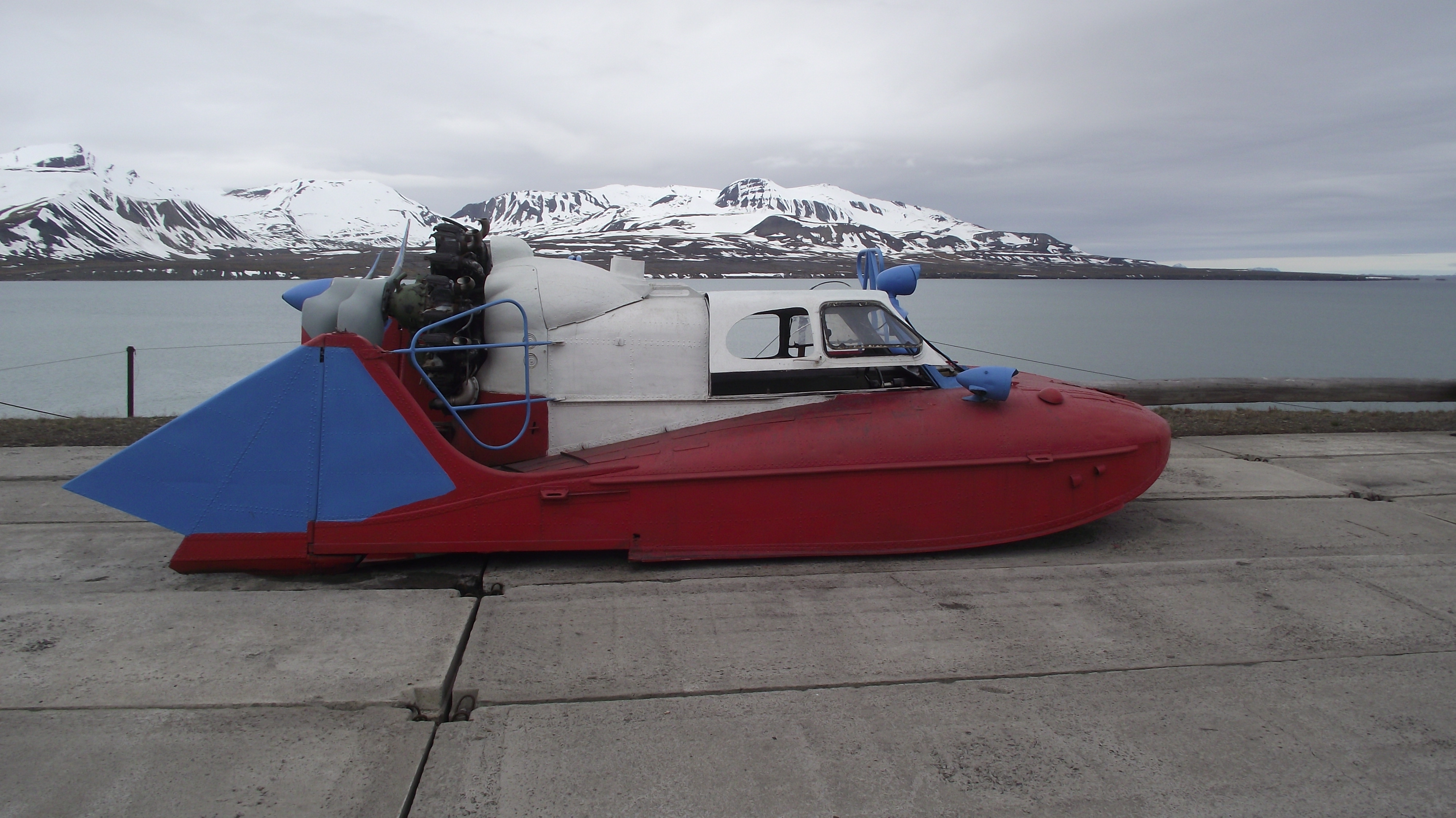
Аэросани-амфибия А-3. СССР, КБ Туполева, 1960—1980-е гг.

Аэросанные части по своему назначению подразделялись на боевые и транспортные.

## Страны-производители
- СССР
  -  Россия
- Великобритания
- Норвегия
- Швейцария
- Финляндия
- Канада

Известны модели аэросаней:
- ГГАТ[4]
- НКЛ
  - НКЛ-6
  - НКЛ-6С
  - НКЛ-12
  - НКЛ-16
  - НКЛ-16/41
  - НКЛ-16/42
  - НКЛ-26
  - НКЛ-34
  - НКЛ-38
- РФ-8 (ГАЗ-98)
- Север-2
- КА-30[источник не указан 3116 дней]
- КМ-4[источник не указан 3116 дней]
- МС-1[источник не указан 3116 дней]
- ЦАГИ-AHT-IV
- ОСГА[источник не указан 3116 дней]
  - ОСГА (НКЛ)-6
- АНТ[источник не указан 3116 дней]
  - AHT-IV
- Арбес[источник не указан 3116 дней]
- НРБ[источник не указан 3116 дней]
- Бека[источник не указан 3116 дней]
- А-3
- Боевые аэросани 02СС («Проект бронесаней (по типу тунгузских)», 1940)[5]